# フン・クアン・タイン
フン・クアン・タイン（ベトナム語: Phùng Quang Thanh, 漢字: 馮光清, 1949年2月2日 - 2021年9月11日)は、ベトナムの軍人、政治家。階級は大将。人民武装力量英雄。国防大臣、ベトナム共産党政治局員、党中央軍事委員会副書記を務めた。

## 経歴
タインは1949年、ヴィンフック省メリン県タックダー社に生まれた。1967年、ベトナム人民軍に入隊。1968年、ベトナム労働党（後のベトナム共産党）に参加した。
1971年6月、チャン・クオック・トアン大学（士官学校）に入学。1972年、戦場に戻り、第1軍団第320師団第9大隊長を務める。1974年8月、陸軍学院（現在のダラット陸軍学院）に入学。
1988年、第312師団副師団長に任命。1989年、ソ連に留学し、K.E.ヴォロシーロフ名称参謀本部軍事アカデミーに学んだ。翌1990年に帰国し、高級軍事学院（現在のベトナム国防学院）に入学。
1991年2月、第1軍団参謀長。同年9月、第312師団長に任命された。
1993年9月、総参謀部作戦局副局長に任命。1994年、少将に任命。1995年、作戦局長に昇進した。
1997年8月、軍事政治学院 に入学し、同年12月に第1軍管区司令に任命された。1999年、中将に任命。
2001年4月のベトナム共産党第9回党大会において党中央委員に選出。同年5月、人民軍総参謀長兼国防次官に任命。2003年、上将に任命。
2006年4月の第10回党大会において党政治局員に選出されるとともに、党中央軍事委員会副書記に任命され、党内序列第7位となる。同年6月、グエン・タン・ズン内閣の国防大臣に任命された。2007年、大将に任命。
2011年1月の第11回党大会において党政治局員に再選出され、序列第3位に昇格した。
2011年10月24日、来日し、防衛省で「日越防衛協力・交流に関する覚書」を交わし、海上安保における日越間の協力関係を確認した。
2013年6月1日、シンガポールで日本の 小野寺五典防衛大臣と会談。「東シナ海と南シナ海で実効支配を強める中国を念頭に、力による現状変更は認められない」との認識で一致。
2016年1月の第12回党大会においては党中央委員に選出されず、政治局から退任した。同年4月、フック内閣の発足に際して、国防相を退任した。

## 顕彰
- 1971年9月20日、戦功により「人民武装力量英雄」称号を授与。
- 一等「解放勝利勲章」 (Huân chương Chiến công Giải phóng hạng nhất) 3個
- 勇士称号 (Danh hiệu Dũng sĩ) 3つ